# András Mechwart

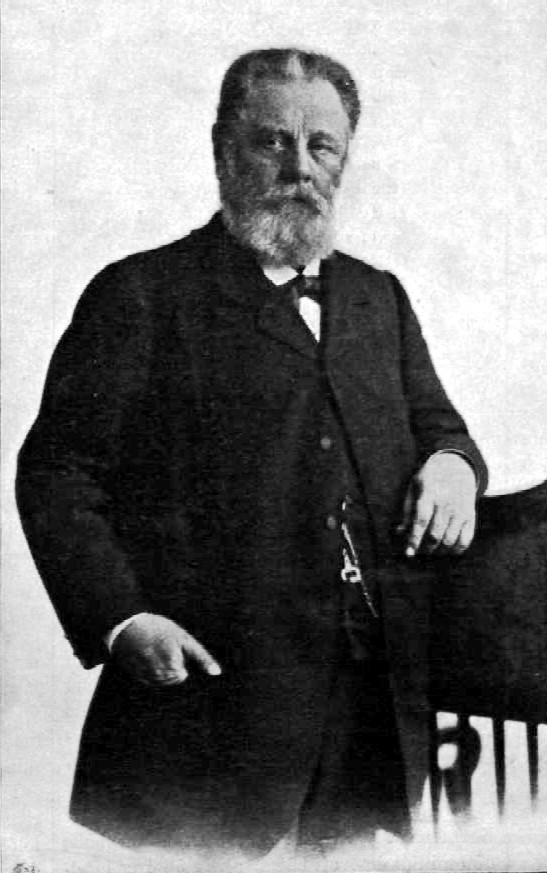
András Mechwart

András Mechwart (Schweinfurt, 6 december 1834 – Boedapest, 14 juni 1907) was een Duits-Hongaarse industrieel. Met de bouw van fabrieken, landbouwmachines en spoorwagons had hij een belangrijke bijdrage in de industrialisatie van Hongarije.
Na de lagere school werd hij gezel bij een slotenmaker. Zijn meesterproef was een Chubbslot, waarmee hij een gemeentelijke subsidie verkreeg om een werktuigbouwkundige studie aan de technische hogeschool van Augsburg af te kunnen maken. Na zijn afstuderen in 1855 werkte hij vier jaar lang bij de Neurenberger machinefabriek Cramer und Klett.
In 1859 werd hij door Ábrahám Ganz uitgenodigd om te gaan werken in zijn onderneming, de Ganz-gieterijen in Boedapest. In 1866 trad hij in het huwelijk met Louise Eichleiter. Hij verbeterde walstechnologieën voor het malen van graan door gehard stalen walsen te gebruiken in plaats van tot dan toe gebruikelijke porseleinen walsen.
Na het overlijden van Ganz in 1867 werd Mechwart door de erfgenamen benoemd tot technisch directeur van de onderneming. Onder zijn leiding groeide het bedrijf, Ganz & Co, ijzergieterij en machinefabriek NV, uit tot een van de bekendste en grootste industriële bedrijven in Oostenrijk-Hongarije.
In 1878 werd er een elektrotechnische afdeling opgericht waar drie van zijn medewerkers, Miksa Déri, Ottó Bláthy en Károly Zipernowsky in 1885 de eerste transformator ontwikkelen. In 1894 weet hij spoorwegingenieur Kálmán Kandó zijn bedrijf binnen te loodsen, die diverse belangrijke elektrotechnische uitvindingen doet op het gebied van elektrische tractie. In 1899 werd Mechwart in de adelstand verheven.